# Гленн Бейл
Гленн Бейл (нід. Glenn Bijl, нар. 13 липня 1995, Стадсканал, Нідерланди) — нідерландський футболіст, фланговий захисник російського клубу «Крила Рад».

## Ігрова кар'єра
Гленн Бейл є вихованцем клубної академії «Гронінгена». У 2015 році футболіста було внесено до заявки першої команди. Але його дебют на професійному рівні відбувся в клубі Еерстедивізі «Дордрехт» 15 січня 2016 року, де він грав на правах оренди. Після повернення до «Гронінгена» Бейл грав переважно за другий склад команди «Йонг Гронінген». В основі Бейл зіграв першу гру 14 травня 2017 року проти «Твенте», де відзначився гольовою передачею.
В липні 2017 року Бейл як вільний агент перейшов до клубу Еерстедивізі «Еммен», з яким в першому ж сезоні через перехідний плей - оф вийшов до вищого дивізіону.
Влітку 2021 року Бейл перебрався до Росії, де приєднався до самарського клубу «Крила Рад», з яким підписав трирічний контракт. 11 вересня у матчі проти московського «Локомотива» Бейл дебютував у чемпіонаті Росії.